# Riacho Santíssimo
O Riacho Santíssimo é um riacho (um pequeno rio) brasileiro que banha o estado da Paraíba.